# 温克拉恩 (德国)
温克拉恩是德国巴伐利亚州的一个市镇。总面积33.71平方公里，总人口1444人，其中男性717人，女性727人（2011年12月31日），人口密度43人/平方公里。